# Homburg (Gössenheim)
Die Homburg (auch Homburg o.d. Wern, vormals Hohenberg o.d. Wern) ist die Ruine einer Höhenburg auf 300 m ü. NN bei Gössenheim im unterfränkischen Landkreis Main-Spessart. Sie gilt als eine der größten Burgruinen Frankens.

## Geschichte
Die Burg wurde von den Herren von Homburg (auch von Hohenburg) als Ministerialen des Würzburger Hochstifts erbaut. Erster urkundlich erwähnter Burgherr war 1170 Dietrich von Hohenberg. Der Überlieferung nach soll die Burg bereits zwischen 1028 und 1031 durch Reinhard von Hohenberg aus Burg Adolphsbühl, einen Sohn Arnolds von Hohenstein, der 1008 von der Lahn nach Franken ausgewandert sei, gegründet worden sein. Dies ist jedoch nicht belegbar und wahrscheinlich später erfunden. Die Burg lag im Grenzgebiet des Hochstifts Würzburg, der Grafen von Rieneck, der Grafen von Henneberg und der Reichsabtei Fulda. Mit Dietrich von Homburg stellte das Geschlecht zwischen 1223 und 1225 einen Bischof von Würzburg. Dietrich von Hohenberg starb 1381 als Letzter seines Geschlechts ohne männlichen Erben. Damit endete die Reinhardsche Linie. Seine Tochter Christine mit ihrem Ehemann Konrad IV. von Bickenbach war die Alleinerbin des gesamten Hohenberger Eigentums. Damit fiel Hohenburg an das Haus Bickenbach, das seinen Sitz auf der Clingenburg hatte.
Sämtliche Güter des ehemaligen Besitztums Hohenberg wurden 1469 vom Haus Bickenbach an das Hochstift Würzburg in Gestalt des Fürstbischofs Rudolf II. von Scherenberg, Herzog von Franken, verkauft. Die Homburg wurde 1492 Amtssitz des Amtes Homburg an der Werren und erhielt einen Amtmann.
Die Vorburg mit dem Zwinger stammt aus der Frühgotik (um 1235) bzw. bekam ab 1470 Erweiterungen im Zwingerbereich. 1525 überstand die Burg unversehrt den Bauernkrieg; aber im Jahre 1680 gab es einen Brand im Herrenhaus. Damit begann der allmähliche Verfall der Gebäude.

## Impressionen

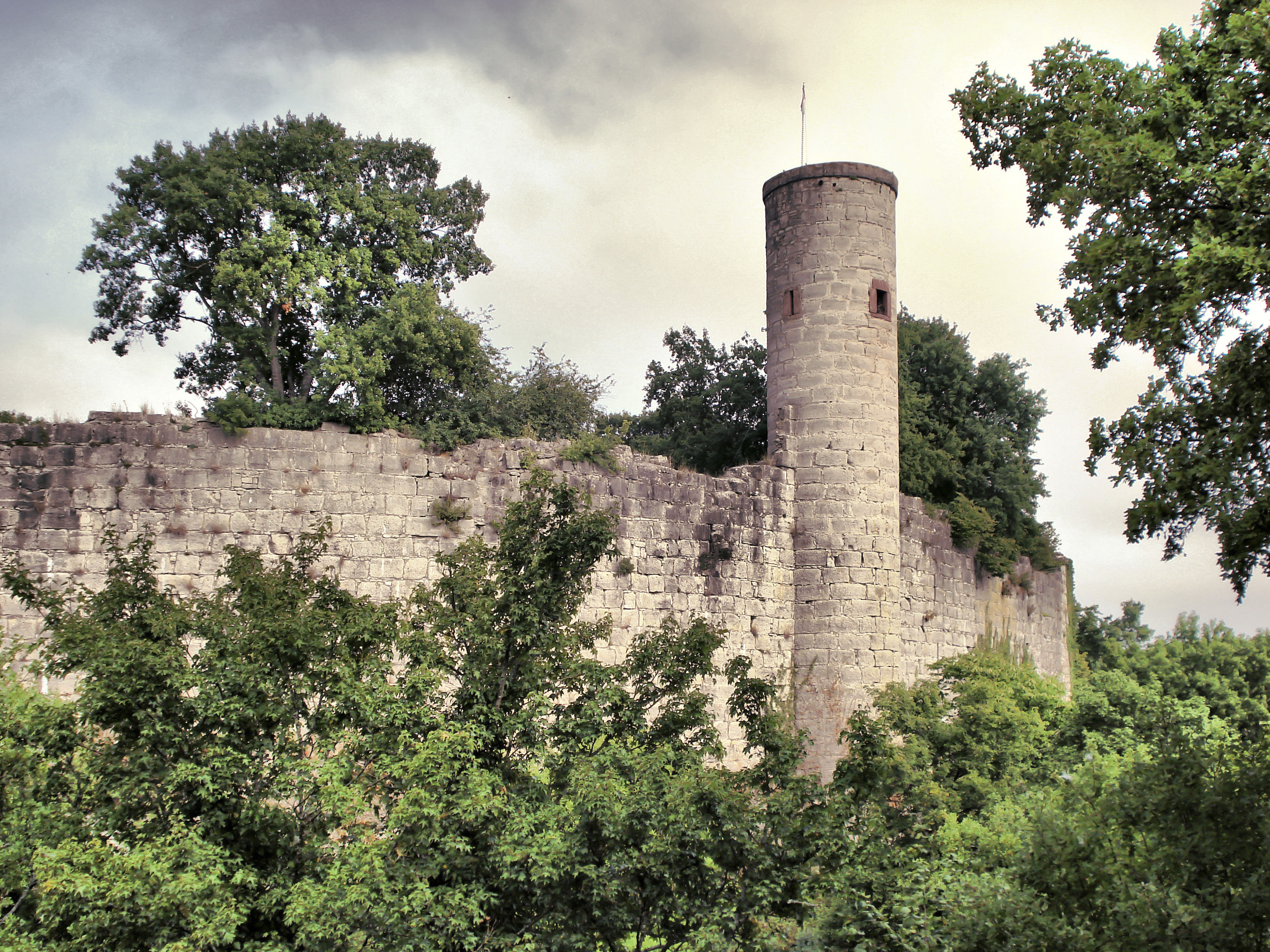
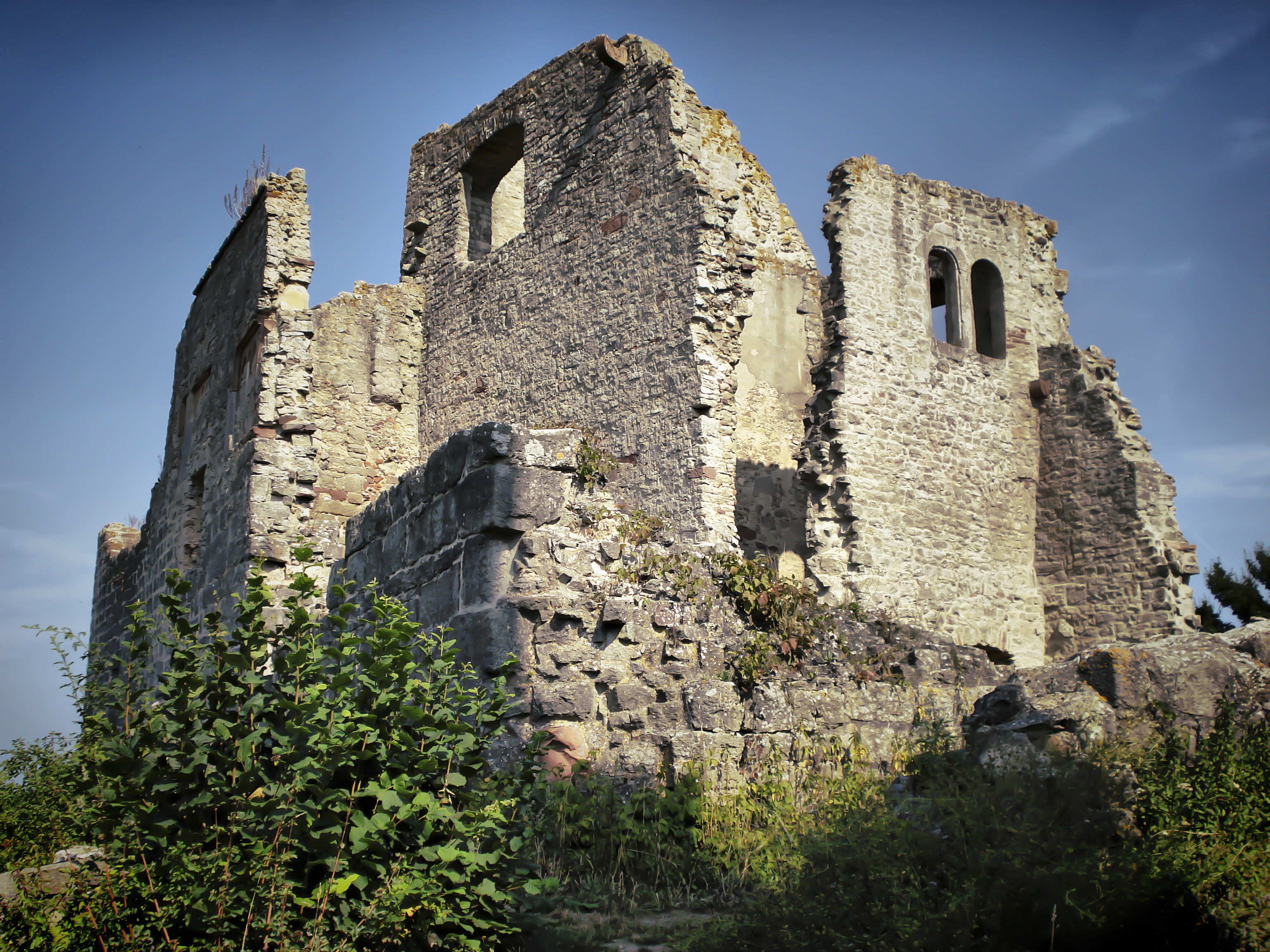
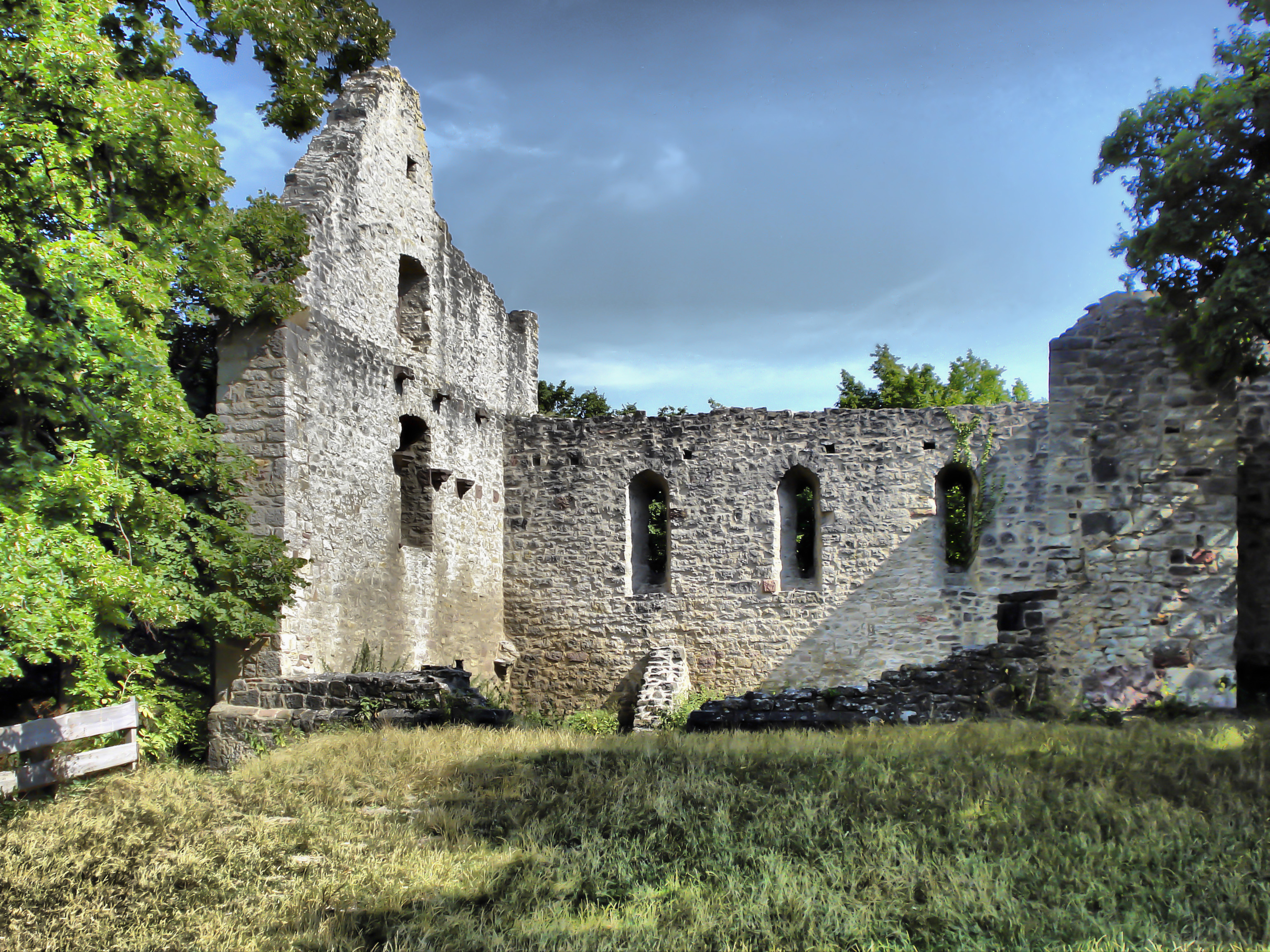
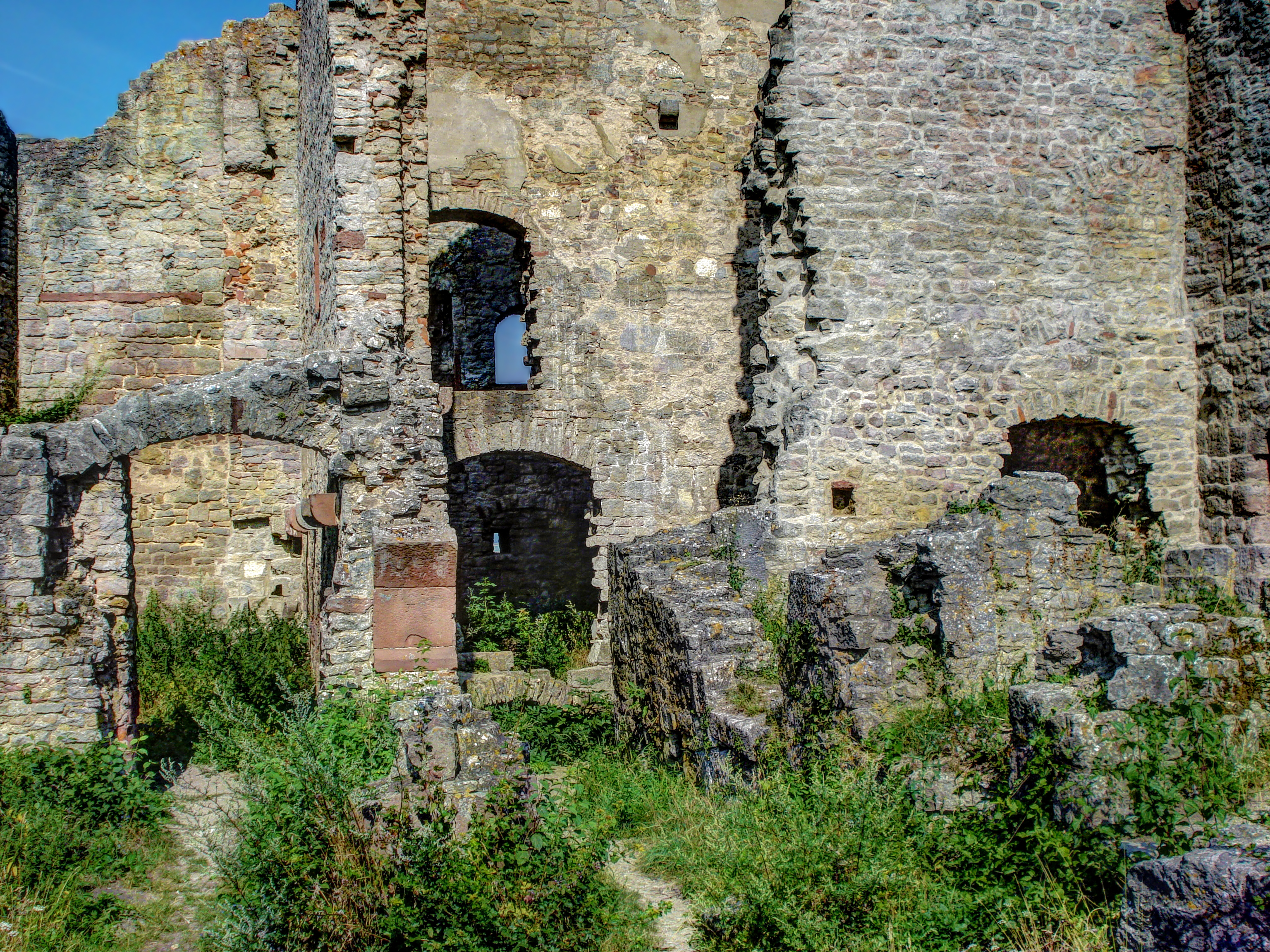
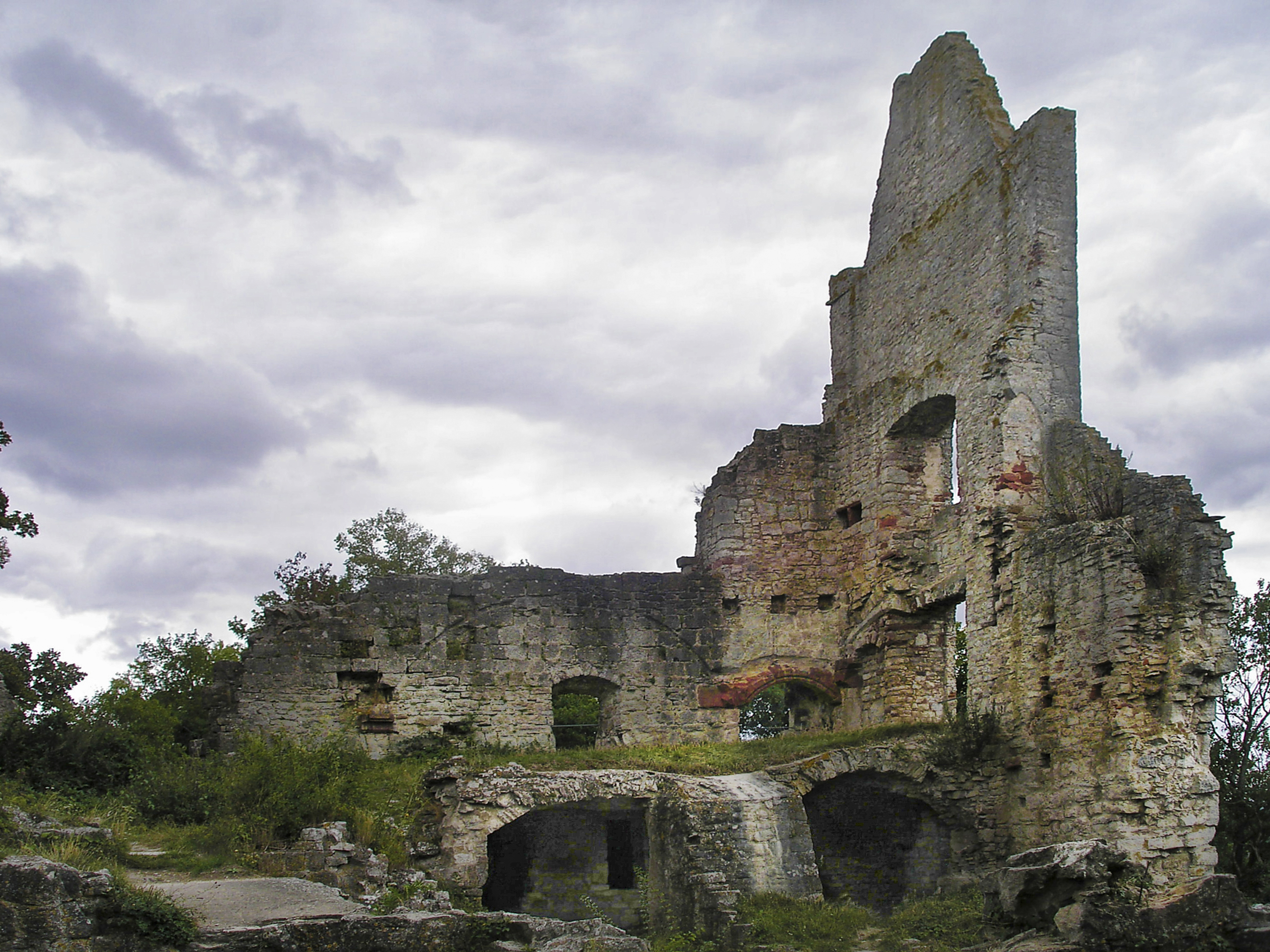
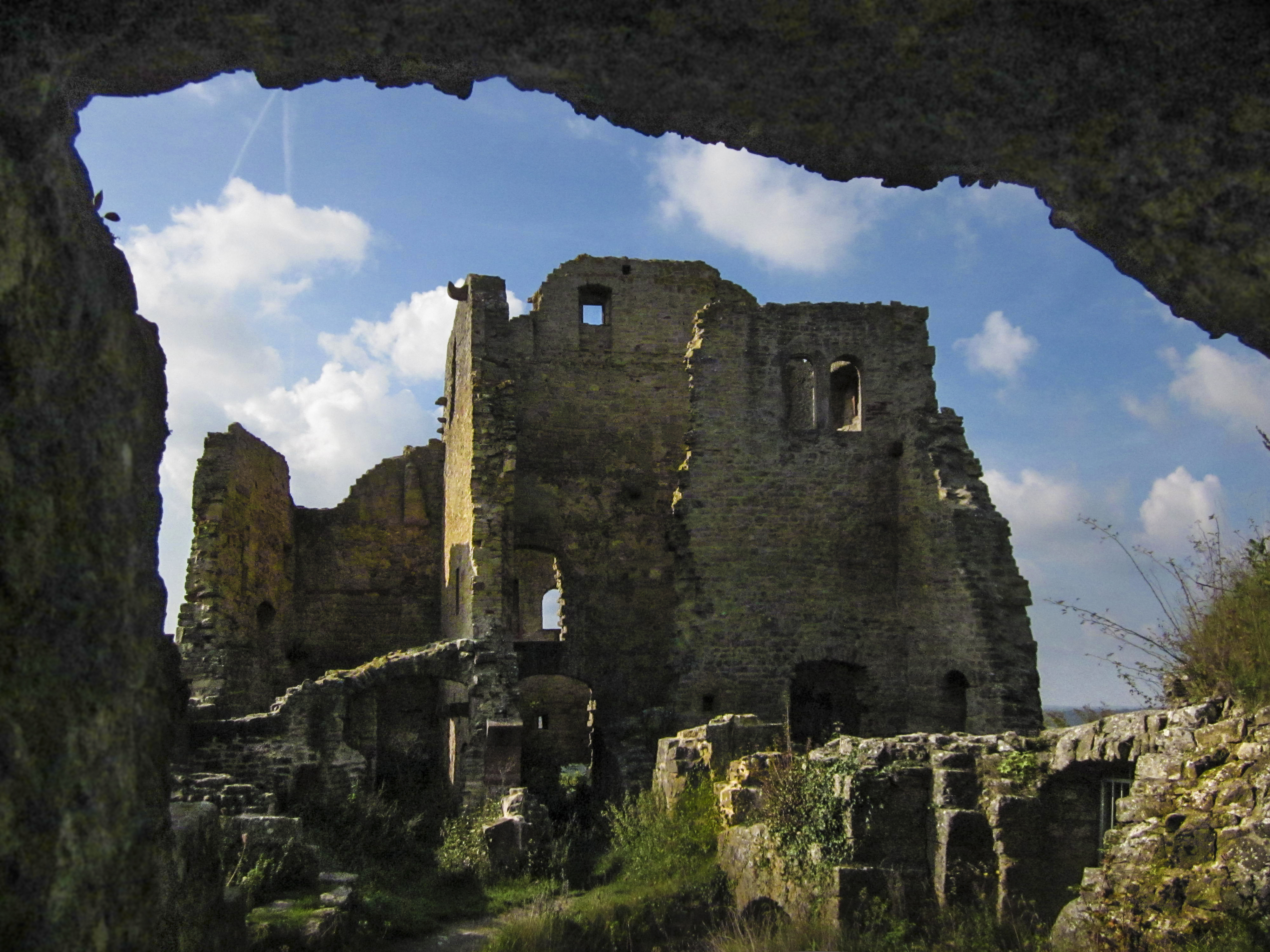
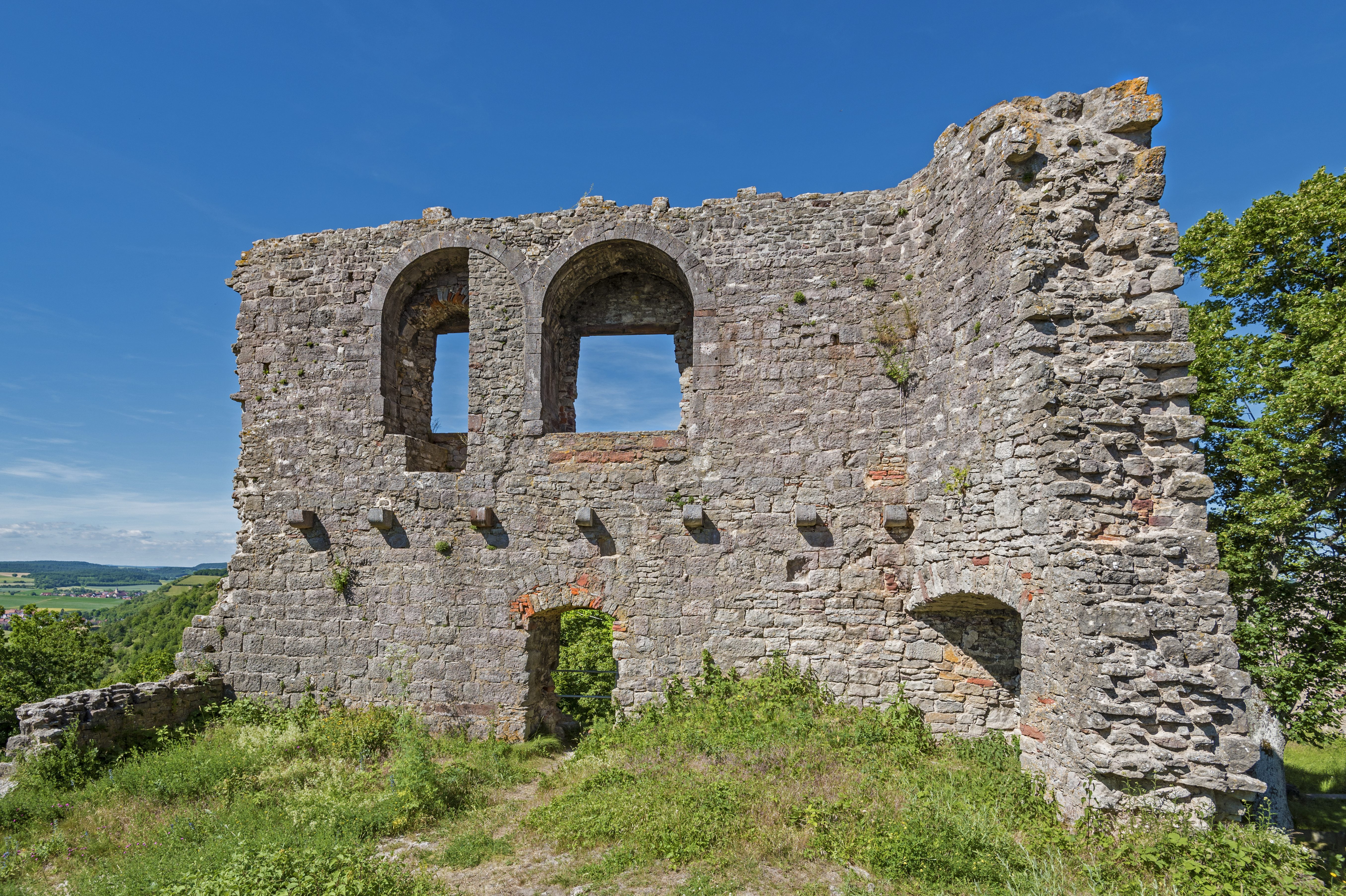
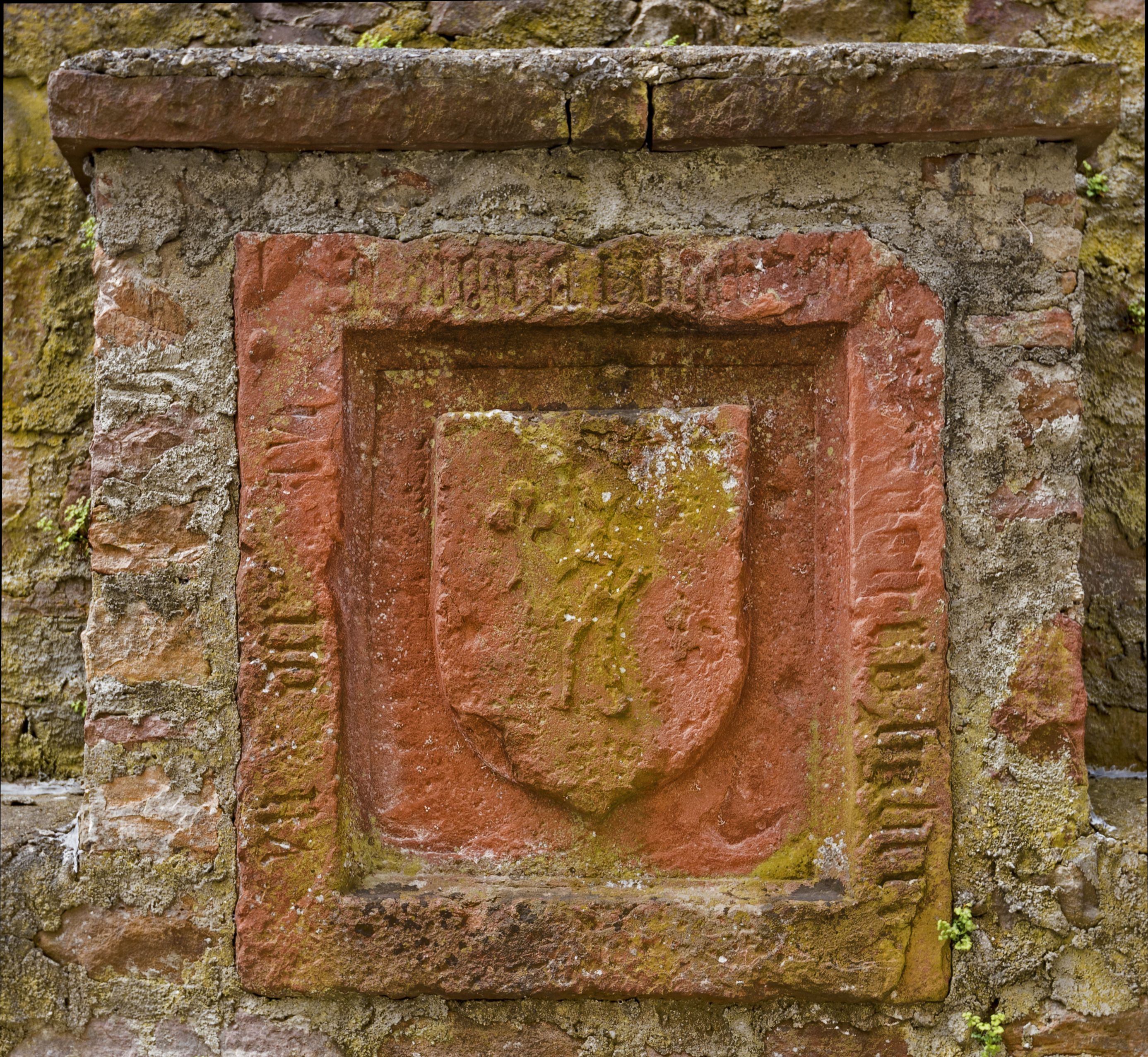
Wappenstein der Herren von Grumbach

## Trivia
Für ein Musikvideo der Mittelalter-Rock-Band Feuerschwanz diente die Burgruine im Oktober 2021 als Kulisse.